# Luis Frontela
Luis Frontela Carreras (Melilla, 31 de enero de 1941) es un médico español especializado en medicina forense. Ha desarrollado gran parte de su vida profesional en el Instituto de Medicina Legal de la Facultad de Medicina de la Universidad de Sevilla, donde fue catedrático de Medicina Legal. Ha participado en la investigación de diferentes casos de gran resonancia, entre ellos la enfermedad del aceite tóxico de colza y el crimen de los Galindos. Sin embargo, fue la intervención realizada por él y su equipo en las segundas autopsias de las tres víctimas del crímen de Alcácer la que le ha hecho más reconocido. Es autor de diversas publicaciones.

## Casos
- Crimen de los Galindos
- Enfermedad del aceite tóxico de colza
- Crimen de Alcácer
- Caso Sandra Palo
- Fallecimiento de la actriz y cantante La Veneno.

## Publicaciones
- “Lo que cuentan los muertos –  Luces y sombras de la Medicina Legal”, publicado en el año 2016.